# Clingen
Clingen es un municipio situado en el distrito de Kyffhäuser, en el estado federado de Turingia (Alemania), a una altitud de 200 m s. n. m. (metros sobre el nivel del mar). Su población a finales de 2016 era de unos 1000 habitantes, y su densidad poblacional, de 100 hab./km² (habitantes por kilómetro cuadrado).
Se encuentra ubicado a poca distancia al sur de la frontera con el estado de Sajonia-Anhalt.